# Ivo van Hove
Ivo van Hove (* 28. října 1958 Heist-op-den-Berg) je belgický divadelní režisér. 
Je absolventem církevní školy Klein Seminarie v Hoogstratenu. Od začátku osmdesátých let režíroval vlastní divadelní hry, pak inscenoval Sluhu Harolda Pintera a Agathu Marguerite Durasové. Od roku 1990 působil v divadle Het Zuidelijk Toneel. Pro televizní stanici Nederlandse Programma Stichting natočil v roce 1997 film Thuisfront. V letech 1998 až 2004 byl uměleckým ředitelem amsterdamského Holland Festivalu. Pro Vlámskou operu vytvořil inscenace Lulu a Prsten Nibelungův a pro Nizozemskou národní operu Věc Makropulos a Salome. Roku 2001 nastoupil k divadelní skupině Toneelgroep Amsterdam (později Internationaal Theater Amsterdam), kde zaujal svým zpracováním Tří sester, Zkrocení zlé ženy a Smutek sluší Elektře. V roce 2008 natočil celovečerní hraný film Amsterdam.
V berlínském Schaubühne režíroval Molièrova Misantropa, v Comédie-Française Eurípidovu Elektru a Oresta a v Národním divadle Londýn Ibsenovu Hedu Gablerovou. V pařížské Opéra Bastille inscenoval Borise Godunova a Dona Giovanniho. Na Avignonském festivalu v roce 2014 představil svoji dramatizaci Zdroje Ayn Randové. V New Yorku režíroval Pohled z mostu Arthura Millera i muzikál Davida Bowieho Lazarus, roku 2020 uvedl v Broadway Theatre West Side Story. Byl mu udělen francouzský Řád umění a literatury, Obie Award, Cena Tony a Cena Laurence Oliviera pro nejlepšího režiséra. V roce 2022 byl jmenován ředitelem festivalu Ruhrtriennale.
Jeho tvorba je řazena k proudu off-Broadway. Vychází z expresionismu a experimentuje s divadelní formou, přičemž zdůrazňuje autobiografičnost své tvorby. Svůj režijní styl označuje za „maximální minimalismus“.
Otevřeně se hlásí k homosexuální orientaci, jeho životním partnerem je více než čtyřicet let scénograf Jan Versweyveld.